# Leonie Wesselow

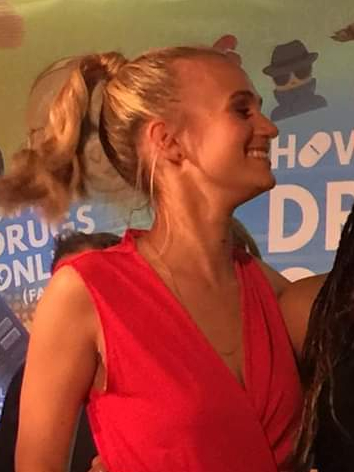
Leonie Wesselow (2019)

Leonie Wesselow (* 7. April 1998 in Buxtehude) ist eine deutsche Schauspielerin und Sprecherin.

## Leben
Mit acht Jahren entdeckte Leonie Wesselow ihre Leidenschaft für das Schauspielen und begann mit Schauspiel-, Gesangs- und Tanzunterricht an der StageCoach Theater Arts. Sie absolvierte einen Filmworkshop in Los Angeles, Stuntworkshops in Hamburg und erlernte die Grundlagen der Musicaldarstellung an der Joop van den Ende Academy und der Stage School Hamburg, von welcher sie eine Talentförderung erhielt.
Neben regelmäßigem Schultheater spielte sie mit 13 Jahren an der Hamburgischen Staatsoper.
Mit 15 Jahren folgten Rollen am Thalia Theater Hamburg, wo sie bis heute auf der Bühne steht. Parallel zum Theater sammelte Wesselow mit 11 Jahren ihre erste Dreherfahrung in der Kinder- und Jugendserie Das Haus Anubis für Nickelodeon.
Mit 17 Jahren erhielt sie ihre erste Hauptrolle in einem Kinofilm und stand unter der Regie von Mia Spengler 2015 für den Abschlussfilm Back for Good (Filmakademie Baden-Württemberg) vor der Kamera, während sie ihr Abitur absolvierte.
Seither war sie in verschiedenen Kino- und Fernsehproduktionen zu sehen. 2019 übernahm sie eine Rolle in der Netflix-Serie How to Sell Drugs Online (Fast).
Wesselow lebt in Hamburg.

## Filmografie
- 2010: Das Haus Anubis
- 2010: Sieben Tode
- 2014: Das Mädchen ohne Hände
- 2016: Es war einmal Indianerland (Kino), Regie: İlker Çatak
- 2016: Notruf Hafenkante
- 2017: Der Kriminalist, Regie: Theresa von Eltz
- 2017: Sonne scheint über August
- 2017: Der Bergdoktor – Zwiespalt, Regie: Jorgo Papavassiliou
- 2018: Back for Good
- 2018: Der Ranger – Paradies Heimat, Regie: Axel Barth
- 2018: Haunted Houses, Regie: Max Richert
- seit 2019: How to Sell Drugs Online (Fast) (Fernsehserie), Regie: Arne Feldhusen, Lars Montag
- 2019: Flucht durchs Höllental, Regie: Marcus O. Rosenmüller
- 2019: SOKO Hamburg – Der Pferdeflüsterer
- 2019: In aller Freundschaft – Die jungen Ärzte – Mein Herz
- 2020: Cortex, Regie: Moritz Bleibtreu
- 2020: Der Lehrer – Influencer, nicht Influenza!
- 2020: SOKO Köln – Alte Geschichten
- 2020: Solo für Weiss – Schlaflos (Fernsehreihe), Regie: Maria von Heland
- 2021: Tatort: Neugeboren
- 2021: SOKO Leipzig: Schlafes Bruder
- 2022: Der Bergdoktor – Endlich Leben
- 2022: Helen Dorn – Das rote Tuch
- seit 2022: Ich dich auch![5]
- 2023: Großstadtrevier – Herzlich willkommen
- 2023: Mord oder Watt? – Ebbe im Herzen
- 2024: Mord mit Aussicht (Fernsehserie, Folgen  Women in Black und Tag der Abrechnung)